# Rick Jolly
Richard Tadeusz Jolly OBE (Hong Kong, 29 de octubre de 1946–Torpoint, 13 de enero de 2018) fue un oficial médico de la Marina Real británica, que alcanzó el grado de Capitán Cirujano, y participó de la guerra de las Malvinas. Es el único veterano de guerra de aquel conflicto que ha sido condecorado por los gobiernos de ambos países. Tras el fin del conflicto se dedicó a contar sus vivencias en conferencias y a escribir memorias al respecto de la guerra, sobre todo en lo ateniente al derecho internacional humanitario. Es cofundador, junto con Denzil Connick, de la South Atlantic Medal Association creada en 1997, organización que agrupa a los veteranos británicos del conflicto de Malvinas.

## Primeros años y educación
Jolly nació en la colonia británica de Hong Kong, donde sus padres polacos estaban presos por las autoridades de ocupación japonesas. Se crio en Singapur, para después trasladarse a Inglaterra.
Fue educado en el Stonyhurst College y posteriormente estudió medicina en el St Bartholomew's Hospital Medical College (actualmente Barts and The London School of Medicine and Dentistry) en Londres, pasando el examen para ser médico en 1969. Luego de trabajar atendiendo de manera particular, un colega con más experiencia le sugirió que se uniese a la reserva de la Marina Real británica como oficial médico.

## Carrera
Comenzó su carrera militar cuando fue asignado al comando 42 de la Marina Real, siendo destinado a Belfast junto con el 3.er Batallón de Paracadistas, con quienes forjó una estrecha vinculación.
En 24 años de servicio, fue parte de la Fleet Air Arm Oficial de la Flota Médico Cirujano, además fue oficial de instrucción en el buque HMS Bristol y en la Britannia Royal Naval College, escuela de oficiales de la marina británica.

### Guerra de las Malvinas
Como Capitán Médico de la marina formó parte del Regimiento de Comando Logístico, Jolly fue capitán del Comando de la 3.ª Brigada, teniendo a su cargo un hospital de campaña en la bahía Ajax.
Las instalaciones en la bahía Ajax eran una antigua planta de refrigeración, junto a un depósito de municiones, decidiéndose de utilizar este sitio porque era el único lugar techado suficientemente amplio para fines de hospital de campaña. El lugar se encontraba cerca de blancos militares legítimos, lo cual era un problema, porque podían ser descubiertos por los aviones argentinos. Sin embargo, por orden del brigadier Julian Thompson ordenó no pintar una cruz roja sobre blanco en los techos, como prevén las Convenciones de Ginebra. A pesar de que las condiciones del hospital eran pobres y había mucha suciedad, además de la pobre iluminación, a lo que se le sumó los bombardeos argentinos y dos bombas sin explotar, solo tres de los 580 soldados británicos fallecieron por sus heridas de combate, y no se registró ningún muerto bajo los que se encontraban en supervisión de Jolly.

### Posguerra
Antes de visitar Argentina en 1998, Jolly envió un documento de los soldados argentinos que atendió para saber cuál había sido el destino de aquellos, a la vez que era reconocido por distintos veteranos argentinos como quien los había ayudado cuando se encontraron prisioneros de guerra de los británicos. Como resultado, el Ministerio de Relaciones Exteriores y Culto del país descubrió que bajo las órdenes de Jolly habían sido atentidos decenas de argentinos heridos en combate, decidiendo el presidente Carlos Menem condecorar a Jolly con la Orden de Mayo en grado de oficial, en reconocimiento por su ayuda a soldados y pilotos argentinos heridos durante el conflicto. A la ceremonia de condecoración serían invitado unos cincuenta veteranos británicos.
Al tratarse de una condecoración extranjera, Jolly solicitó a la reina Isabel II el permiso para lucir la medalla de la Orden de Mayo junto con las otras condecoraciones que ya poseía, a lo que la misma monarca le respondió que le daba su permiso de lucirla en «todas las ocasiones» en homenaje a los cerca de 300 británicos pertenecientes a la sanidad militar británica que participaron del conflicto. De esta manera, es el único participante de la guerra, argentino o británico, que ha sido condecorado por ambos gobiernos.
Jolly fue entrevistado para varios documentales, entre ellos el Falklands Combat Medics, que se centró principalmente en el rol de la sanidad militar británica en la bahía Ajax e hizo campaña para el reconocimiento del trastorno por estrés postraumático para todos los veteranos a través de su organización South Atlantic Medal Association.

### Fallecimiento
Jolly falleció el 13 de enero de 2018 por complicaciones cardíacas, sobreviviéndole su esposa, Susie Matthews, con quien se había casado con 1970. El hijo del matrimonio, James, había fallecido a la edad de 17.

### Libros publicados
El primer libro de Jolly, For Campaign Service, detalla la experiencia de los soldados y los marinos que combatieron en Irlanda del Norte. El libro toma su nombre, y también su portada, de la Medalla al Servicio General (1962), otorgada en aquella ocasión. Asimismo, escribió The Red and Green Life Machine, sobre su experiencia en la guerra de las Malvinas, y Jackspeak: A Guide to British Naval Slang and Usage.